# Messier 105
Messier 105 (M105) även känd som NGC 3379, är en elliptisk galax i den södra delen av stjärnbilden Lejonet. 
Pierre Méchain upptäckte galaxen den 24 mars 1781 bara några dagar efter att han upptäckt de två närliggande galaxerna M95 och M96. M105 är en av de galaxer som inte skrevs in i den ursprungliga Messierkatalogen, den skrevs in först på 1900-talet då Helen S Hogg hittade ett brev där Méchain beskriver galaxen.

## Egenskaper
Messier 105 har en morfologisk klassificering av E1, som anger en typisk elliptisk galax med en utplattning med 10 procent. Storaxeln är orienterad med en positionsvinkel på 71°. Isofotes av galaxen är nära perfekta ellipser, inte vridna mer än 5° ur siktlinjen, med förändringar i ellipticitet på högst 0,06. Det finns ingen synlig finstruktur i isofotes, såsom krusningar. Observation av jättestjärnor i halon tyder på att det finns två allmänna populationer, en dominerande metallrik underpopulation och en svagare metallfattig grupp.
Messier 105 är känd för att ha ett supermassivt svart hål i dess kärna vars massa uppskattas till mellan 1,4×108 och 2×108 solmassor. Galaxen har en svag aktiv kärna av LINER-typ med spektralklass L2/T2, vilket betyder att det saknas breda Hα-linje- och mellanliggande emissionslinjeförhållanden mellan en LINER och en H II-region. Galaxen innehåller också några unga stjärnor och stjärnhopar, vilket tyder på att vissa elliptiska galaxer fortfarande bildar nya stjärnor, om än mycket långsamt.
Messier 105 är, tillsammans med dess följeslagare, stavgalaxen NGC 3384, omgiven av en enorm ring av neutralt väte med en radie på 200 kiloparsek (650 000 ljusår) och en massa på 1,8×109 solmassor där stjärnbildning har upptäckts. Den är en av flera galaxer inom M96-gruppen (även känd som Leo I Group), en grupp av galaxer i i stjärnbilden Lejonet, vars andra Messierobjekt är M95 och M96.

## Galleri

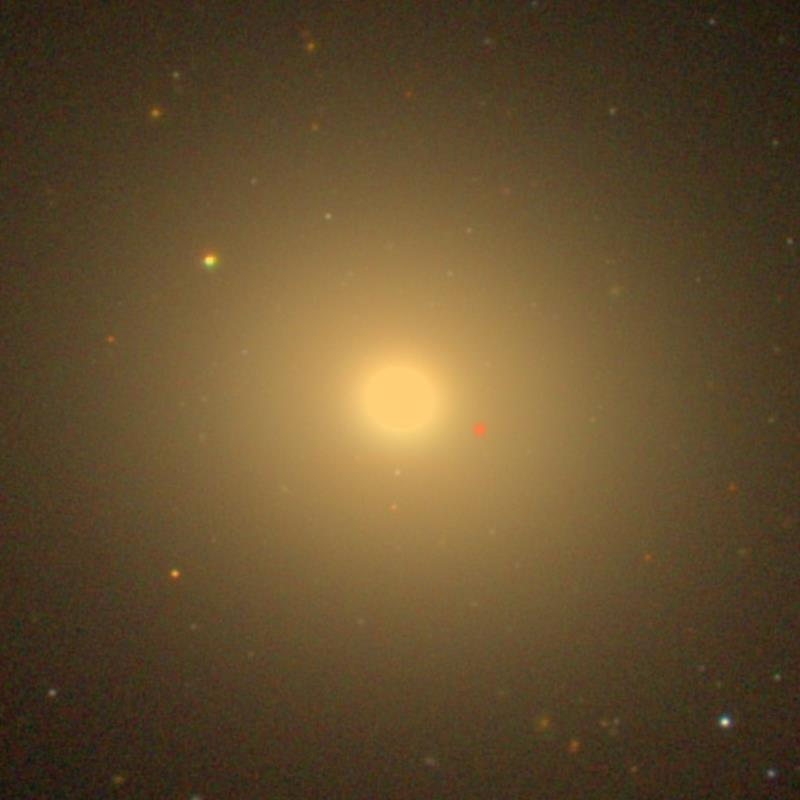
M105 av SDSS
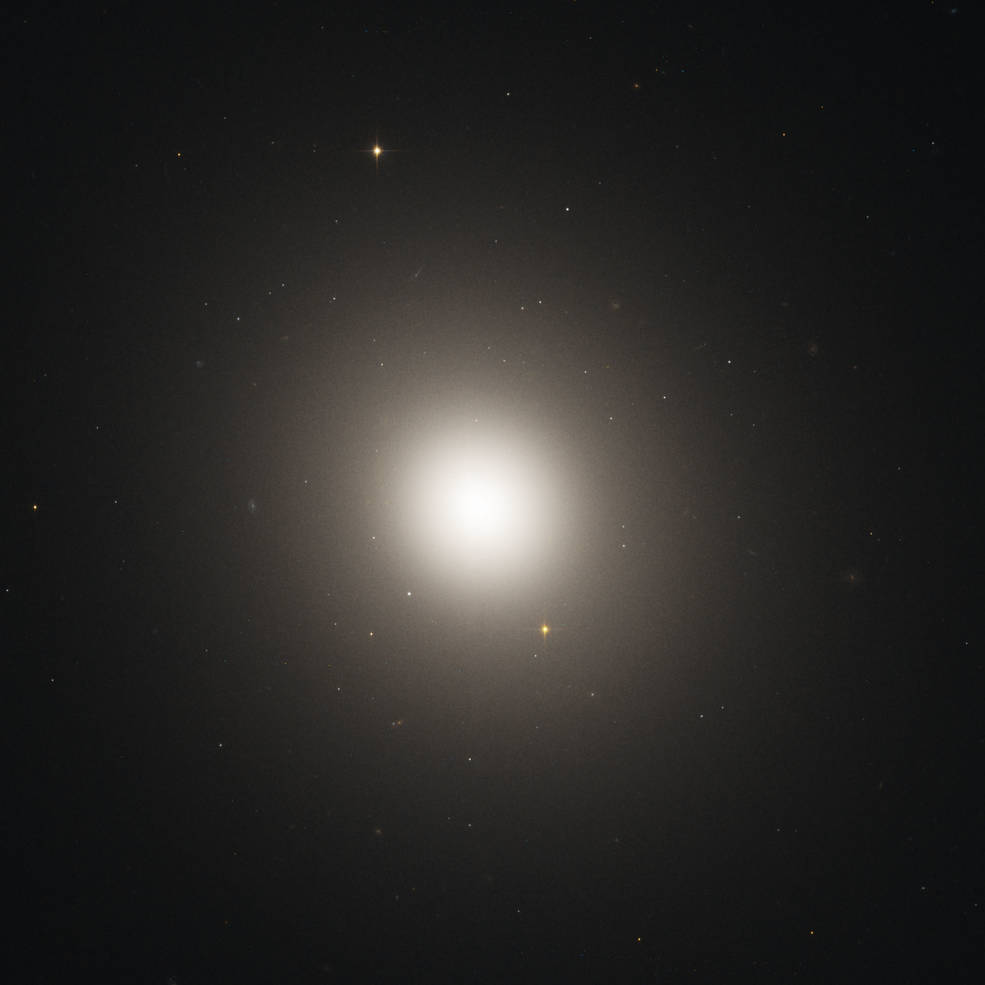
Messier 105 av Hubbleteleskopet.